# Streniastis composita
Streniastis composita är en fjärilsart som beskrevs av Edward Meyrick 1922. Streniastis composita ingår i släktet Streniastis och familjen stävmalar. Inga underarter finns listade i Catalogue of Life.